# Slangerødhaj
Slangerødhaj (Haploblepharus edwardsii) er en art af familien af rødhajer også kaldet Scyliorhinidae, den er endemisk til de tempererede farvande ud for Sydafrika.